# District de Lyon Campagne
Le district de Lyon Campagne ou district de la Campagne de Lyon est une ancienne division administrative française du département de Rhône-et-Loire de 1790 à 1793 puis du nouveau département du Rhône de 1793 à 1795.

## Composition
Il était composé des cantons de l'Arbresle, de 
Bessenay, de 
Chasselay, de 
Condrieux, de 
Givors et Bans, de 
Mornant, de 
Neuville, de 
Saint Cyr, de 
Saint Genis Laval, de 
Saint Laurent de Chamousset, de 
Saint Symphorien sur Coise, de 
Vaugneray 
et d'Yzeron.